# Nationalversammlung (Bulgarien)
Die Nationalversammlung (bulgarisch Народно събрание Narodno Sabranie, wörtlich Volksversammlung) ist das Einkammerparlament Bulgariens. Seit 1991 besteht die Nationalversammlung aus 240 Abgeordneten. Die letzte Parlamentswahl fand am 27. Oktober 2024 statt.

## Geschichte
Das bulgarische Parlament wurde erstmals mit der Verfassung von Tarnowo von 1879 konstituiert. Jedoch geben einige Historiker die Versammlung der 64 Delegierten der revolutionären Komitees des Aprilaufstands von 1876 am Berg Oborischte als Erste bulgarische Nationalversammlung an. Aktives und passives Wahlrecht hatten ursprünglich alle Männer, die mindestens 21 Jahre alt waren. 1944 wurde das Frauenwahlrecht eingeführt. Die Abgeordneten trafen Entscheidungen über Staatshaushalt, Gesetzesvorlagen, Staatsanleihen etc. Die „Große Nationalversammlung“, die doppelt so groß war, wählte den Monarchen oder die Regenten, und billigte Verfassungsänderungen.
Heute ist das Parlament durch die Verfassung von 1991 (Artikel 62 bis 91) geregelt. Aufgabe des Parlaments ist in erster Reihe die Kontrolle der Regierung und die Verabschiedung von Gesetzen. Die Abgeordneten besitzen selbst ein gesetzgeberisches Initiativrecht. Die Nationalversammlung hat derzeit 240 Mitglieder, die für vier Jahre nach dem Verhältniswahlverfahren in 31 Mehrpersonenwahlkreisen gewählt werden. Die Zuteilung erfolgt dabei nach dem D’Hondt-Verfahren. Die Wahlkreise sind weitgehend identisch mit den Bezirken, lediglich Sofia-Stadt besteht aus drei Wahlkreisen, und Plowdiw-Stadt bildet einen eigenen Wahlkreis. Es besteht für die politischen Parteien eine Sperrklausel von 4 Prozent. Regierungsmitglieder dürfen im Sinne einer strengen Trennung von Amt und Mandat der Nationalversammlung nicht angehören (Art. 68 Abs. 2 der bulgarischen Verfassung).
Daneben gibt es noch die Große Nationalversammlung (bulgarisch Велико народно събрание), die 400 Abgeordnete zählt; diese ist nur für Änderungen zentraler Verfassungsprinzipien sowie für den Erlass einer neuen Verfassung zuständig. Sie ist auf Beschluss der Nationalversammlung zu wählen und übt für die Zeit ihres Mandats auch sämtliche Kompetenzen der „gewöhnlichen“ Nationalversammlung aus. Die Nationalversammlung kann alle Vorschriften der Verfassung ändern oder ergänzen mit Ausnahme derjenigen, für welche die Große Nationalversammlung zuständig ist (Art. 153–163 der bulgarischen Verfassung).

## Architektur

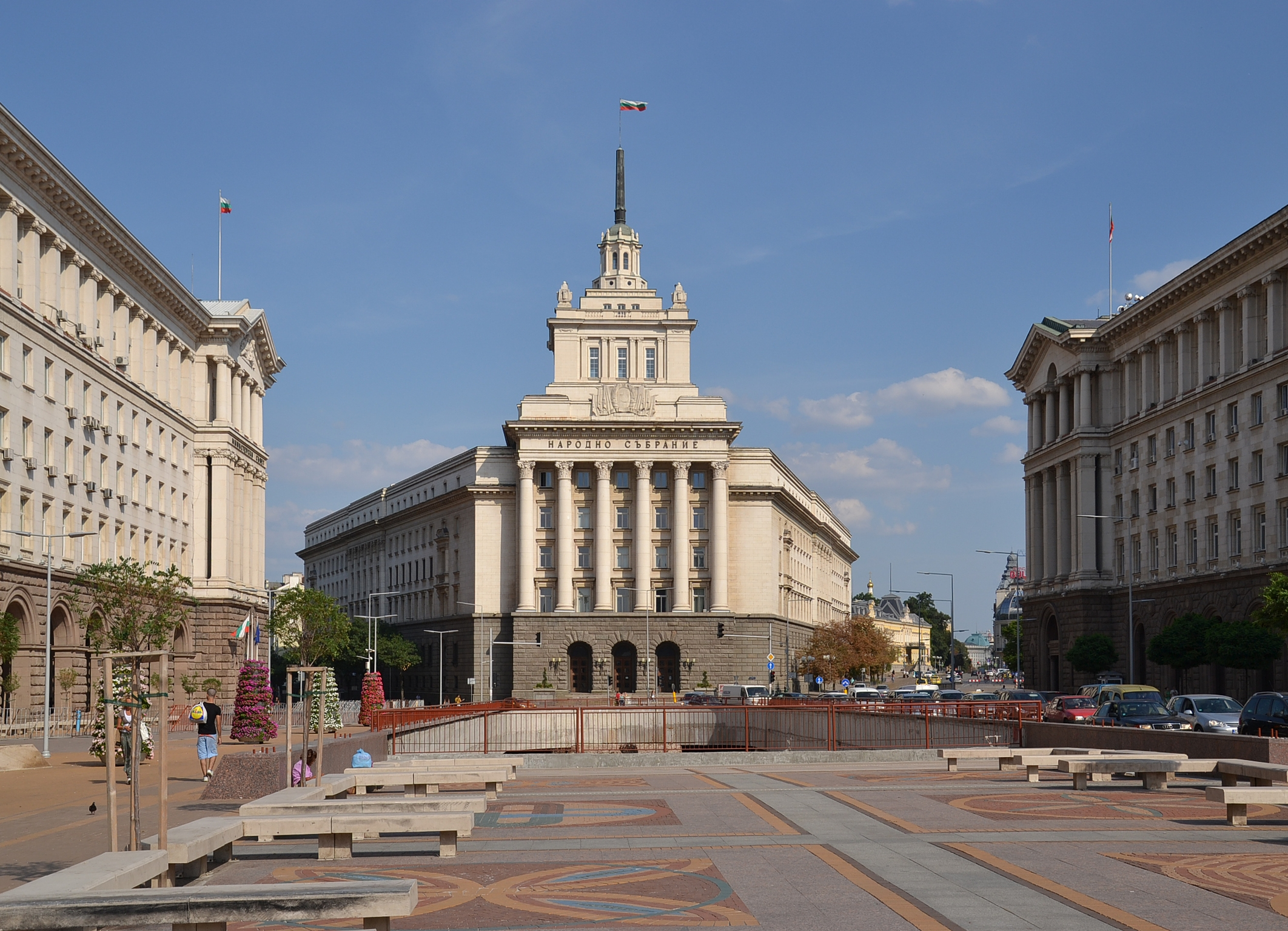
Ehemaliges Gebäude der Bulgarischen Kommunistischen Partei

Als Sofia 1879 zur Hauptstadt des Fürstentums Bulgarien ernannt wurde, verfügte die Stadt nicht über geeignete Gebäude, um den Bedarf der neuen Staatsinstitutionen, darunter die Nationalversammlung zu decken. So wurde der alte Konak in den Zarenpalast umgewandelt und die Nationalversammlung tagte zunächst in einem Gebäude, das für einen russischen Offiziersclub gebaut worden war. Im Jahr 1882 brannte der ehemalige Offiziersclub ab, und die Abgeordneten verbrachten die nächsten Jahre in verschiedenen Gebäuden, die jeweils weniger geeignet waren. Zunächst tagten die Parlamentarier der 3. ordentlichen Nationalversammlung im damaligen Militärklub in der ul. Moskovska 15. 1883 wurde ein Teil des Gebäudes des 1. Männergymnasiums (heute Fakultät für Journalistik der Universität Sofia) in der ul. Moskovska 49 für die Zwecke des Parlaments umgebaut. Zu dieser Zeit wurde auch der Beschluss gefasst, ein spezielles Gebäude für die Bedürfnisse der Nationalversammlung zu bauen.
Im Februar 1884 beauftragte die Regierung den Architekten Konstantin Jovanovič, der in Wien und Zürich studiert hatte, das dringend benötigte Gebäude zu entwerfen und zu errichten. Der Bau dauerte zwischen 1884 und 1886 und Gebäude im Stil der Neo-Renaissance errichtet. Das Innere wurde 1961 und 1977 umgebaut, aber das Aussehen wurde im Wesentlichen in seiner ursprünglichen Form bewahrt. Heute ist das Gebäude ein Kulturdenkmal. Wegen der Sanierung des Parlamentsgebäudes tagen die Abgeordneten der Nationalversammlung seit 2023 vorübergehend im ehemaligen Gebäude der Bulgarischen Kommunistischen Partei am Unabhängigkeitsplatz.

## Wahl
Die jüngste Wahl zur Nationalversammlung fand am 27. Oktober 2024 statt.

## Präsidenten der Nationalversammlung (seit 1990)
- Nikolaj Todorow 17. Juli 1990–2. Oktober 1991
- Stefan Sawow 4. November 1991–24. September 1992
- Aleksandar Jordanow 5. November 1992–17. Oktober 1994
- Blagowest Sendow 12. Januar 1995–13. Februar 1997
- Jordan Sokolow 7. Mai 1997–19. April 2001
- Ognjan Gerdschikow 5. Juli 2001–4. Februar 2005
- Borislaw Welikow 23. Februar 2005–17. Juni 2005
- Georgi Pirinski 11. Juli 2005–25. Juni 2009
- Zezka Zatschewa 14. Juli 2009–27. Januar 2017
- Dimitar Glawtschew 19. April 2017–17. November 2017
- Zweta Karajantschewa 17. November 2017–25. März 2021
- Iwa Mitewa 15. April 2021–12. Mai 2021
- Iwa Mitewa 21. Juli 2021–15. September 2021
- Nikola Mintschew 3. Dezember 2021–16. Juni 2022
- Miroslaw Iwanow (interim) 16. Juni 2022–29. Juli 2022
- Weschdi Raschidow 21. Oktober 2022–19. April 2023
- Rossen Scheljaskow 19. April 2023 – 25. April 2024
- Rossiza Kirowa (interim) 25. April 2024 – 19. Juni 2024
- Raja Nasarjan[2] seit 20. Juni 2024